# Roger Béday
Roger Béday (né le 11 septembre 1917 à Paris 8e et mort le 6 novembre 1988 à Provins) était un archer spécialiste de l'arc classique olympique.
Il fut le premier français officiellement champion du monde dans cette spécialité (après le titre officieux de l'équipe de France en 1931 à Lwow lors de la 1re édition), sa carrière internationale ayant en outre été interrompue par la Seconde Guerre mondiale.
Il fut également le Président de la section du Champ de Courses de Chantilly, avant et après guerre.

## Palmarès

### Championnats du monde
- Champion du monde individuel en 1939 (Oslo: vainqueur des épreuves Longues Distances, Courtes Distances, à 25 mètres, à 35 mètres, et à 90 mètres );
- Champion du monde par équipes en 1939 (Oslo: avec Pierre Felbacq (licencié à Souilly, de son côté Champion de France au berceau de 50 mètres en 1946, 1947, 1950 et 1951, ainsi que Champion de France en plein air à 50 mètres en 1950) ;
- 3e des championnats du monde par équipes en 1938 (Londres) et 1946 (Stockholm) (les deux également avec P.Felbacq);
- Vainqueur de l'épreuve individuelle à 35 mètres à Londres en 1938.

### France
- Tournoi du Champ de Course de Chantilly en 1938, 1939, 1942, 1943, 1946 et 1947.

(Son épouse Colette fut également vainqueur féminine de cette épreuve, en 1942, 1947, 1948 et 1949; elle fut aussi vice-championne du monde par équipes en 1947 à Prague (avec Irène Cruypenninck), et 3e de cette épreuve en 1949 à Paris (toujours avec I.Cruypenninck))

## Récompense
- World Archery Award en 1955.

## Biographie
- Points de Vue et Images du Monde n°63 du 18 août 1949: article Mme Colette Béday et son mari Roger Béday, les Guillaume Tell français.